# 蜀山区
蜀山区（しょくざん-く）は、中華人民共和国安徽省合肥市に位置する市轄区。

## 行政区画
- 街道:三里庵街道、稲香村街道、琥珀街道、南七街道、西園街道、五里墩街道、荷葉地街道、筆架山街道
- 鎮:井崗鎮、南崗鎮、小廟鎮

## 観光
- 安徽博物院新館
- 安徽省地質博物館新館
- 安徽名人館
- 合肥植物園
- 開福寺